# اگلتون
اگلتون (به انگلیسی: Egleton) یک روستا و محله مدنی در بریتانیا است که در راتلند واقع شده‌است. اگلتون ۷۹ نفر جمعیت دارد.